# Ewan MacColl
Ewan MacColl, egentligen James Henry Miller, född 25 januari 1915 i Salford, Greater Manchester, död 22 oktober 1989 i Beckenham, Bromley, London, var en brittisk folksångare. Han var gift med teaterledaren Joan Littlewood, och senare med den amerikanska folksångerskan Peggy Seeger. Han var far till sångerskan Kirsty MacColl.

## Diskografi
Soloalbum
- Scots Street Songs (1956)
- Shuttle and Cage (1957)
- Barrack Room Ballads (1958)
- Still I Love Him (1958)
- Bad Lads and Hard Cases (1959)
- Songs of Robert Burns (1959)
- Haul on the Bowlin'(1961)
- The English and Scottish Popular Ballads (Child Ballads) (1961)
- Broadside Ballads, vols 1 and 2 (1962)
- Off to Sea Once More (1963)
- Four Pence a Day (1963)
- British Industrial Folk songs (1963)
- Steam Whistle Ballads (1964)
- Bundook Ballads (1967)
- The Wanton Muse (1968)
- Paper Stage 1 (1969)
- Paper Stage 2 (1969)
- Solo Flight (1972)
- Hot Blast (1978)
- Daddy, What did You Do in The Strike? (1985)